# متناهی‌گرایی خداباوری
متناهی‌گرایی خداباوری (به انگلیسی: Theistic finitism)، که بنام «خداباوری متناهی‌گرا» یا «خداشناسی متناهی» نیز یاد می‌گردد، باورداشتن بر یک خدای محدود است. این نظریه از جانب بعضی فیلسوفان و الهی‌دان‌ها برای حل مسئله شر پیشنهاد شده‌است. اکثر متناهی‌گرایان، خیرخواهی مطلق خدا را می‌پذیرند اما قدرت مطلق را رد می‌کنند.

## تعریف
متناهی‌گرایی خداباوری نمی‌پذیرد که خدا قادر مطلق است. رای هارباگ داتیرر در کتاب خود استدلال برای یزدان‌شناسی متناهی استدلال برای متناهی‌گرایی خداباوری را چنین خلاصه نمود:
خدا را نمی‌توان هم‌زمان هم قادر مطلق و هم خیرخواه مطلق تصور کرد. اگر بگوییم که خدا قادر مطلق است، این‌که حاکمیت خدا کامل است و این‌که تمامی رویدادها به اذن وی رخ می‌دهد؛ پس این نتیجه را می‌دهد که او مسئول این دنیای واقعی است، دنیای که قسماً شر است و بنابرین خدا خیرخواه مطلق نیست. اگر ما از انتهای دیگر شروع کنیم و بگوییم که خدا خیرخواه مطلق است، پس ما باید نپذیریم که خدا قادر مطلق است.
این ایده که خدا نامتناهی است و باید باشد تقریباً یک باور جهانی است. تنها تعداد محدودی از متفکرین این ایده خدای متناهی را پذیرفته‌اند.

## تاریخچه
ویلیام جیمز به خدای متناهی باور داشت و از این باور برای حل مسئله شر استفاده کرد. جیمز نگارش الهی انجیل و ایده خدای بی‌نقص را رد کرد. او خدا را به‌عنوان «ترکیبی از تخیل و اثر (نهایی)» تعریف کرد و خدای متناهی را ترجیح داد که «به نحوی آگاه و پاسخ‌گو» است. خدای متناهی جیمز قادر مطلق، حاضر مطلق، دانای مطلق یا آفریدگار جهان نبود.
الهی‌دان کلارنس بیکویت پیشنهاد نموده‌است که هوراس بوشنل یک متناهی‌گرا بود. به‌قول بیکویت «یکی از نخستین تلاش‌ها در آمریکا برای نشان دادن این‌که خدامتناهی است توسط هوراس بوشنل در خدا در مسیح صورت گرفت. یکی دیگر از طرفداران متناهی‌گرایی خاباور پیتر بیرتوکی بود، کسی که پیشنهاد نمود «خدا خیرخواه مطلق است اما قادر مطلق نیست». بیشتر متناهی‌گراها باور دارند که خدا شخصی است، هرچند معدود کسانی هستند مانند هنری نلسون ویمان که می‌گویند خدا شخصی نیست.
فیلسوف ایدگار اس. برایتمن در کتاب خود فلسفهٔ دین که در ۱۹۴۰ میلادی چاپ گردید از متناهی‌گرایی خداباوری دفاع نمود. برایتمن اظهار داشت که متناهی‌گرایی خداباوری با افلاطون شروع گردیده‌است، وی این نظریه را در طول تاریخ به مرقیون، مانی، آیین مانوی، پیر بل، جان استوارت میل، اچ.جی. ولز و دیگران پی‌گیری نموده‌است. برایتمن مفهوم خدای متناهی را انکشاف داد تا مسئله شر را حل نماید. او بر این نظر بود که خدا یک روح شخصی نامتناهی اما قدرت محدود است.
روفوس براو جونیور یک پروفیسور تفکر مسیحی استدلال نموده‌است که برایتمن از سایر متناهی‌گراها متفاوت بود، چون وی بر این نظر بود که خدا از جوانب مختلف نامتناهی است. این نظر با نظریه‌های افلاطون و اچ. جی ولز در مخالفت قرار داشت. براو تذکر داد که برایتمن خدا را به‌عنوان یک «خدای متناهی-نامتناهی» تعریف کرد.
تعداد اندکی از آزاد اندیشان تاریخی و خردگراها از یک خدای متناهی بر خلاف خدای ادیان ابراهیمی طرف‌داری نمودند. اچ.جی. ولز از در کتاب خود خدا، سلطان نامرئی از یک خدای متناهی طرف‌داری کرد. برایتمن پیشنهاد نمود که ولز «نخستین نویسنده مدرن بود که یک کتاب مکمل را به مفهوم متناهی بودن خدا اختصاص داد». ولز خدای خود را از هر لحاظ از خدای انجیلی متمایز نمود.

## دوره اخیر
خاخام محافظه کار هارولد کوشنر در کتاب خود با عنوان: «زمانی که اتفاقات بد بر آدم‌های خوب می‌افتد»، که در ۱۹۸۱ میلادی چاپ گردید از متناهی‌گرایی خداباور دفاع کرد.
فیلسوف فرانک بی. دیلی در سال ۲۰۰۰ بیان داشت که متناهی‌گرایی خداباور به ندرت در ادبیات فلسفی مدرن بحث می‌شود.